# Le Gang de l'oiseau d'or
Pour plus de détails, voir Fiche technique et Distribution.
Le Gang de l'Oiseau d'or (The File of the Golden Goose) est un film britannique réalisé par Sam Wanamaker, sorti en 1969.

## Synopsis
Lorsque plusieurs faux billets de cent dollars sont découverts aux quatre coins du monde, les services secrets américain charge Pete Novak de découvrir qui les produit et les distribue. Se rendant compte que cette mission est dangereuse, il rompt avec sa petite amie mais est pris en embuscade par un gang de voyous qui tentent de l’abattre alors qu’ils passent devant sa maison. Concluant qu'ils ont informé par quelqu’un à l’intérieur du service de sa nouvelle affectation, il réussit ensuite à les tuer sans avoir pu sauver son ex-petite amie.
Il traverse plus tard l’Atlantique pour se rendre à Londres afin de visiter le siège de Scotland Yard, qui mène l’enquête sur les contrefaçons en Europe. Là, il rencontre le surintendant Sloane, qui s’arrange pour qu’il soit associé à un enquêteur du nom d’Arthur Thompson. Ce dernier est un vieux rond de cuire.
Pete et Arthur parviennent à infiltrer l’organisation de contrefaçon, en se faisant passer pour des membres du gang Golden Goose, un gang qui a été pratiquement effacé de la surface de la terre par la police. Ils utilisent leur fausse identité pour cacher leur infiltration secrète au chef de l’opération illégale, Harrison, et réussissent finalement à arrêter l’opération de contrefaçon. 

## Fiche technique
- Titre original : The File of the Golden Goose
- Titre français : Le Gang de l'Oiseau d'or
- Réalisation : Sam Wanamaker
- Scénario : John C. Higgins et Robert E. Kent[1] d'après une histoire de John C. Higgins
- Direction artistique : George Provis
- Costumes : Kay Gilbert (wardrobe)
- Maquillage : Jimmy Evans et George Partleton (makeup artist)
- Directeur de la photographie : Ken Hodges
- Montage : Oswald Hafenrichter
- Musique : Harry Robertson[2]
- Production : 
  - Producteur : David E. Rose
  - Producteur associée : George Fowler
- Société(s) de production : Caralan Productions Ltd.[3]
Edward Small Productions[4]
- Société(s) de distribution : United Artists (États-Unis), United Artists Corporation (Royaume-Uni)
- Pays d’origine :  Royaume-Uni
- Année : 1969
- Langue originale : anglais
- Format : couleur (Eastmancolor) – 35 mm – 1,78:1 – mono (RCA Sound Recording)
- Genre : thriller, drame
- Durée : 109 minutes
- Dates de sortie :
  -  Royaume-Uni : juin 1969
  -  États-Unis : 2 octobre 1969 (New York)
  -  France : 11 mars 1970

## Distribution
- Yul Brynner (VF : Denis Savignat) : Peter Novak
- Edward Woodward (VF : Dominique Paturel) : Arthur Thompson
- Charles Gray (VF : René Bériard) : Nick Harrison dit 'La Chouette'
- Graham Crowden (VF : Jacques Ciron) : Smythe
- John Barrie (VF : Fernand Fabre) : Supt. Sloane
- Walter Gotell (VF : René Arrieu) : George Leeds
- Anthony Jacobs (VF : Georges Hubert) : Firenos
- Karel Stepanek (VF : Louis Arbessier) : Franz Mueller
- Ivor Dean : Reynolds
- Hugh McDermott (VF : Georges Aubert) : Ray Moss
- Bernard Archard (VF : Jean Berton) : Collins
- Ken Jones (VF : Jacques Marin) : Tommy Stroud
- Adrienne Corri : Angela Richmond
- Philip Ross (VF : Georges Atlas) : le sergent Carter
- Geoffrey Reed (VF : Jacques Ferrière) : Marty Swan
- Denis Shaw : Vance
- Janet Rossini (VF : Paule Emanuele) : Debbie
- Hilary Heath : Annie Marlowe
- Terence Mountain (VF : Jacques Richard) : le garde du corps de David Hollister
- Patrick Allen (VF : Jacques Beauchey) : le narrateur